# Agostino Spinola (cardinale 1597)
Agostino Spinola Basadone (Genova, 27 agosto 1597 – Siviglia, 12 febbraio 1649) è stato un cardinale e arcivescovo cattolico italiano naturalizzato spagnolo.

## Biografia
Nacque a Genova nel 1597, figlio secondogenito del Duca Ambrogio Spinola e dalla Contessa  Giovanna Basadonne.
Papa Paolo V lo elevò al rango di cardinale nel concistoro dell'11 gennaio 1621  e fino alla nomina del cardinale Francesco Barberini, effettuata da Urbano VIII, è stato il porporato italiano più giovane.
Morì il 12 febbraio 1649 all'età di 51 anni.

## Genealogia episcopale e successione apostolica
La genealogia episcopale è:
- Cardinale Tolomeo Gallio
- Vescovo Cesare Speciano
- Patriarca Andrés Pacheco
- Cardinale Agostino Spinola Basadone

La successione apostolica è:
- Cardinale Giulio Cesare Sacchetti (1623)
- Vescovo Justino Antolínez Burgos (1627)
- Vescovo Juan de Palafox y Mendoza (1639)
- Vescovo Cristóbal Pérez Lazarraga y Maneli Viana, O.Cist. (1640)
- Vescovo Antonio Guzmán Cornejo (1640)
- Vescovo Diego Martínez Zarzosa (1644)